# Pîhtokahanapiwiyin
Pîhtokahanapiwiyin (c. 1842 – 4 de julho de 1886), mais conhecido como cacique Poundmaker, foi um chefe dos Plains Cree conhecido como pacificador e defensor de seu povo.

## Nome
De acordo com a tradição dos Cree, ou a história oral, Pîhtokahanapiwiyin, conhecido por falantes de inglês como chief  Poundmaker, ganhou seu nome por sua habilidade especial para atrair búfalos em pounds. Um pound de búfalo se assemelhava a um enorme curral com paredes cobertas pelas folhas de arbustos grossos. Geralmente os rebanhos de búfalos eram carimbados nesta armadilha, ou em outras ocasiões, os búfalos eram atraídos por uma pessoa como Pîhtokahanapiwiyin, que era de acordo com a tradição, dotado por ajudantes espirituais para usar uma canção especial para atrair no búfalo. Enquanto cantava, ele usava um tambor. A música atraia a búfala a levar seu rebanho ao recinto.

## Biografia
Poundmaker nasceu na Terra de Rupert, perto da atual Battleford; o filho de Sikakwayan, um curandeiro Assiniboine e uma mulher criada de sangue misto, a irmã do chefe Mistawasis. Após a morte de seus pais, Poundmaker, seu irmão Yellow Mud Blanket e sua irmã mais nova, foram criados pela comunidade Cree de sua mãe, liderada pelo Chefe Wuttunee, mas mais tarde conhecida como Red Pheasant First Nation. Na sua vida adulta, a Poundmaker ganhou proeminência durante as negociações de 1876 do Tratado 6 e se separou para formar seu próprio bando. Em 1881, o bando se instalou em uma reserva a cerca de 40 km a noroeste de Fort Battleford. Poundmaker não se opôs à ideia de um tratado, mas tornou-se crítico com os fracassos do governo canadense em cumprir suas promessas.
Em 1873, Crowfoot, chefe da Primeira Nação Blackfoot, adotou o Poundmaker, aumentando assim a influência do último. Este movimento também cimentou os laços entre os Blackfoot e os Cree, que conseguiram parar a luta pelo búfalo agora muito escasso.

### Rebelião do Noroeste
A falta de bisão deixou o povo de Poundmaker desesperadamente com fome, e em 1885 eles viajaram para o sul para Battleford. As contas da história oral sugerem que a Poundmaker foi ao forte para falar com o agente indiano, Rae, e reafirmar sua lealdade à rainha depois de um assassinato na próxima reserva de mosquitos; no entanto, as pessoas de Battleford e alguns dos colonos na área circundante, ouvindo relatórios de um grande número de Cree e Assiniboine deixando reservas e indo para Battleford, temendo por sua segurança. Na noite de 30 de março de 1885, os habitantes da cidade começaram a abandonar a cidade e buscaram abrigo no Fort Battleford, no noroeste da polícia montada. Quando Poundmaker e seu povo chegaram à cidade, o agente da primeira nação se recusou a sair do forte para se encontrar com eles. Ele os manteve esperando por dois dias. Os telegramas enviados pelos barricadas no forte indicaram que eles acreditavam que era um ataque, mas Peter Ballantyne saiu do forte e, atuando como espião, verificou os planos da Poundmaker e achou suas intenções pacíficas.
O saquamento dos edifícios abandonados da cidade ocorreu, mas a identidade dos saqueadores é contestada. Alguns relatos alegaram que as pessoas de Poundmaker eram responsáveis, mas um observador alegou que a maior parte da pilhagem já havia sido feita por brancos. A história oral da testemunha branca sugere saqueamentos diariários por índios. A tradição indígena sugere que o saque foi feito pelas pessoas Nakoda, e que a Poundmaker fez o possível para detê-los.  De qualquer forma, o povo de Poundmaker retiraram-se no dia seguinte.
Em 2 de maio de 1885, uma força militar de 332 soldados canadenses, liderada pelo tenente-coronel William Dillon Otter, atacou o acampamento de Poundmaker perto do Cut Knife Hill. Tenente R.S. Cassels, anexado ao comando da Escola "C", uma divisão militar das tropas sob Otter, declarou o seguinte:
Cerca de 4 P.M. a coluna começa. Nossa força é oito escoteiros; sessenta policiais montados sob o capitão Neale; Bateria "B", oitenta homens sob Major Short; Escola "C", quarenta e cinco homens sob o tenente Wadmore, Companhia No. 1, Queen's Own Rifles, sob o capitão Brown, cinquenta e cinco homens; Battleford Rifles, sob o capitão Nash, quarenta homens; vinte homens dos guardas sob o Tenente Gray e o Corpo de ambulância dos rifles próprios da rainha; Cirurgião Lesslie; Sargento Fere e oito homens; Coronel Otter no comando; e o coronel Herchmer, o cirurgião Strange, o capitão Mutton e o tenente Sears na equipe. Hume Cronyn, E.C. Acheson e Blakely de "K", McLennan e Prior de "T", Farin Wallace e Grierson de "H", Fraser e A. J. Boyd de "F" estão anexados ao nº 1.
Quando o exército foi forçado a recuar, Poundmaker, que não participou da luta, impediu seus guerreiros de perseguir os soldados. Pensa-se que esta ação impediu a perda de muitas vidas em ambos os lados, uma vez que uma séria quantidade de contra-medidas teria que ser colocada para cobrir o retiro - e os Céus lutaram melhor enquanto o inimigo estava recuando.

### Consequências

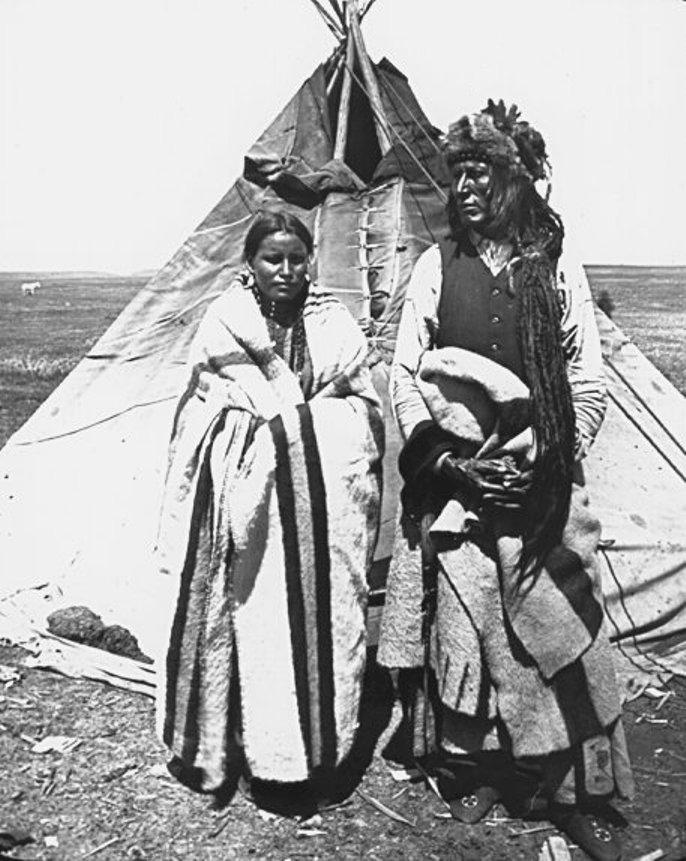
Poundmaker e sua esposa.

Com a notícia das ações de Louis Riel e a derrota em Batoche, Poundmaker foi lá para render-se. Com base em uma carta escrita por Louis Riel com seu nome, Poundmaker foi condenado por traição em 1885 e condenado a três anos na penitenciária de Stony Mountain. Ele disse a Riel: "Você não me pegou, eu me entreguei. Eu queria a paz". Em seu julgamento, ele teria dito:
Tudo o que é ruim foi colocado contra mim neste verão, não há nada dele verdadeiro(...)Se eu quisesse a guerra, não estaria aqui agora. Eu deveria estar na pradaria. Você não me pegou. Eu me entreguei. Você me pegou porque queria justiça.
Por causa do poder de seu pai adotivo, Crowfoot, o cabelo de Poundmaker não foi cortado na prisão, e ele serviu apenas sete meses. No entanto, sua estadia lá devastou sua saúde e levou a sua morte (de uma hemorragia pulmonar) em 1886, aos 44 anos. Ele foi enterrado no Blackfoot Crossing perto de Gleichen, Alberta, mas seus restos foram exumados em 1967 e foram enterrados na Poundmaker Reservation, na Saskatchewan.
Fotos da exumação e re-enterro foram doadas para o museu Allen Sapp em North Battleford.

## Legado
A Poundmaker Cree Nation continua até hoje, perto de Cut Knife. Seu sobrinho-neto John Tootoosis, o líder dos cree, e o filho dele, Gordon Tootoosis, ator, moraram nesta reserva.
Pîhtokahanapiwiyin é apresentado como o líder do Cree em Civilization VI: Rise and Fall, um pacote de expansão para um videogame de estratégia histórica. O jogo se refere a ele por seu nome anglicizado, Poundmaker.